# Irnfritz-Messern
Irnfritz-Messern är en kommun  i Österrike. Den ligger i distriktet Horn i förbundslandet Niederösterreich. Huvudorten Irnfritz ligger 85 km nordväst om huvudstaden Wien. 
Kommunen består av tolv orter (Ortschaften) (inom parentes invånarantal 1 januari 2024):

- Dorna (28)
- Grub (30)
- Haselberg (55)
- Irnfritz (523)
- Klein-Ulrichschlag (89)
- Messern (206)
- Nondorf an der Wild (60)
- Reichharts (89)
- Rothweinsdorf (86)
- Sitzendorf (43)
- Trabenreith (129)
- Wappoltenreith (83)